# Louis Poggi
Pour les articles homonymes, voir Poggi.
Louis Poggi, né le 18 juin 1984 à Bastia, est un footballeur français évoluant au poste de milieu de terrain du GFC Ajaccio, club de Régional 1.
Il est depuis 2023, dirigeant de club et propriétaire du Gazélec.

## Biographie

### Histoire en Club
Natif de Bastia, Louis Poggi est membre du centre de formation du FC Nantes lors de la saison 1999-2000, club avec lequel il participe notamment au Tournoi de Montaigu en avril 2000. Puis il commence sa carrière senior au GFCO Ajaccio. Il rejoint en 2005 le Sporting Toulon Var, club de National.
Il retourne en 2007 au GFCO Ajaccio. C'est avec ce club qu'il découvre la Ligue 2 lors de la saison 2012-2013 puis la Ligue 1 lors de la saison saison 2015-2016. Lors de l'été 2017, il rejoint le FC Bastia-Borgo puis un an plus tard en 2018, il signe au SC Bastia en National 3, avec pour objectif d'aider le club à retrouver le monde professionnel. 
Louis Poggi prend du recul avec le professionnalisme en 2019 et joue alors pour le club amateur de l'AJ Biguglia avant de rejoindre l'AS Santa-Reparata en 2021 pour une saison.
Il effectue son retour pour la troisième fois au GFC Ajaccio à l'été 2022, en National 3, avec pour objectif d'aider le cub dans sa remontée en National 2. Cependant les déboires juridiques du président Johan Carta ainsi que les déboires financiers du club conduisent la SAS du club à être placé en redressement judiciaire. Cette décision lourde de conséquences va apporter un tournant plus que surprenant dans la carrière de Louis Poggi.

### Président-Joueur du GFC Ajaccio
À la suite de la liquidation judiciaire du club, Louis Poggi a été désigné le 10 février 2023 comme président de l'association du GFC Ajaccio pour accompagner les équipes de jeunes à finir le championnat ainsi qu'aider à relancer le club & sa nouvelle équipe première dès la saison prochaine en division d'honneur. Cette fonction lui a été naturellement désignée car il est le seul joueur le plus capé de l'histoire du club avec 314 rencontres disputées dans le monde professionnel et amateur. Le 13 juillet 2023, à la suite de l'annonce du Gazélec Ajaccio qui confirme sa présence dans le championnat de Régional 2 Corse, Louis Poggi est également annoncé comme faisant partie de l'équipe première.
Il occupe donc une triple fonction extrêmement rare dans le milieu du football amateur français qui sont celles de propriétaire, président de club ainsi que celle de joueur du club, un véritable fait marquant qui démontre la détermination de Louis Poggi à faire remonter le Gazélec dans les divisions nationales.

### En sélection
Le 31 mai 2011 il honore sa première sélection avec l'équipe de Corse lors d’une rencontre face à la Bulgarie (1-1). 
Le 26 mai 2018 il est sélectionné pour participer au premier tournoi officiel FIFA CONCACAF en Martinique avec la Corse, il dispute les deux matchs face à la Guadeloupe et la Martinique.

## Statistiques
| Saison                | Club                  | Championnat           | Championnat | Championnat | Coupe nationale | Coupe nationale | Coupe de la Ligue | Coupe de la Ligue | Total | Total |
| Saison                | Club                  | Division              | M.          | B.          | M.              | B.              | M.                | B.                | M.    | B.    |
| 2001-2002             | GFC Ajaccio           | CFA                   | 5           | 0           | -               | -               | -                 | -                 | 5     | 0     |
| 2002-2003             | GFC Ajaccio           | CFA                   | 2           | 0           | -               | -               | -                 | -                 | 2     | 0     |
| 2003-2004             | GFC Ajaccio           | National              | 28          | 2           | -               | -               | -                 | -                 | 28    | 2     |
| 2004-2005             | GFC Ajaccio           | National              | 34          | 3           | -               | -               | -                 | -                 | 34    | 3     |
| Sous-total            | Sous-total            | Sous-total            |             |             | -               | -               | 0                 | 0                 | 0     |       |
| 2005-2006             | SC Toulon             | National              | 27          | 0           | -               | -               | -                 | -                 | 27    | 0     |
| 2006-2007             | SC Toulon             | National              | 35          | 0           | 0               | 0               | -                 | -                 | 35    | 0     |
| Sous-total            | Sous-total            | Sous-total            |             |             | -               | -               | 0                 | 0                 | 0     |       |
| 2007-2008             | GFC Ajaccio           | CFA2                  | 33          | 0           | -               | -               | -                 | -                 | 33    | 0     |
| 2008-2009             | GFC Ajaccio           | CFA2                  | 33          | 3           | 2               | 0               | -                 | -                 | 35    | 3     |
| 2009-2010             | GFC Ajaccio           | CFA                   | 27          | 0           | 0               | 0               | -                 | -                 | 27    | 0     |
| 2010-2011             | GFC Ajaccio           | CFA                   | 24          | 7           | -               | -               | -                 | -                 | 24    | 7     |
| 2011-2012             | GFC Ajaccio           | National              | 37          | 5           | -               | -               | -                 | -                 | 37    | 5     |
| 2012-2013             | GFC Ajaccio           | Ligue 2               | 37          | 2           | 1               | 0               | 1                 | 0                 | 39    | 2     |
| 2013-2014             | GFC Ajaccio           | National              | 31          | 1           | 1               | 1               | -                 | -                 | 32    | 2     |
| 2014-2015             | GFC Ajaccio           | Ligue 2               | 30          | 4           | 2               | -               | -                 | -                 | 32    | 4     |
| 2015-2016             | GFC Ajaccio           | Ligue 1               | 15          | 0           | 5               | -               | 1                 | 0                 | 21    | 0     |
| 2016-2017             | GFC Ajaccio           | Ligue 2               | 12          | -           | 3               | 0               | 1                 | 0                 | 16    | 0     |
| Sous-total            | Sous-total            | Sous-total            |             |             | -               | -               | 0                 | 0                 | 0     |       |
| 2017-2018             | FC Bastia-Borgo       | National 2            | 27          | 4           | 1               | 0               | -                 | -                 | 28    | 4     |
| Sous-total            | Sous-total            | Sous-total            |             |             | -               | -               | 0                 | 0                 | 0     |       |
| 2018-2019             | SC Bastia             | National 3            | 21          | 4           | 5               | 2               | 0                 | 0                 | 26    | 6     |
| Sous-total            | Sous-total            | Sous-total            |             |             | -               | -               | 0                 | 0                 | 0     |       |
| 2019-2020             | AJ Biguglia           | Régional 1            | -           | -           | -               | -               | -                 | -                 | 0     | 0     |
| 2020-2021             | AJ Biguglia           | Régional 1            | -           | -           | -               | -               | 0                 | 0                 | 0     | 0     |
| Sous-total            | Sous-total            | Sous-total            |             |             | -               | -               | 0                 | 0                 | 0     |       |
| 2021-2022             | AS Santa-Reparata     | Régional 2            | -           | -           | -               | -               | 0                 | 0                 | 0     | 0     |
| Sous-total            | Sous-total            | Sous-total            |             |             | -               | -               | 0                 | 0                 | 0     |       |
| 2022-2023             | GFC Ajaccio           | National 3            | 7           | -           | -               | 0               | 0                 | 0                 | 7     | 0     |
| 2023-2024             | GFC Ajaccio           | Régional 2            | 4           | -           | 1               | 0               | 0                 | 0                 | 5     | 0     |
| Total sur la carrière | Total sur la carrière | Total sur la carrière | 339         | 0           | 8               | 0               | 3                 | 0                 | 350   | 0     |

## Palmarès
Avec la Corse, il est finaliste du Tournoi des 4 qui s'est déroulé en juin 2018 en Martinique.
Il est le joueur le plus capé de l'histoire du GFC Ajaccio avec 314 apparitions.